# Mercedes-Benz W205
Mercedes-Benz W205 (eller Mercedes-Benz C-klass) är en personbil som den tyska biltillverkaren Mercedes-Benz introducerade på bilsalongen i Detroit i januari 2014.
Versioner:
| Modell    | Årsmodell | Motor                      | Cylindervolym | Effekt     | Bränslesystem                      |
| --------- | --------- | -------------------------- | ------------- | ---------- | ---------------------------------- |
| C180 d    | 2015-18   | OM626: 4-cyl radmotor DOHC | 1598 cm³      | 116 hk     | Common rail turbodiesel            |
| C200 d    | 2015-18   | OM626: 4-cyl radmotor DOHC | 1598 cm³      | 136 hk     | Common rail turbodiesel            |
| C220 d    | 2014-18   | OM651: 4-cyl radmotor DOHC | 2143 cm³      | 170 hk     | Common rail turbodiesel            |
| C250 d    | 2015-18   | OM651: 4-cyl radmotor DOHC | 2143 cm³      | 204 hk     | Common rail turbodiesel            |
| C300 h    | 2015-18   | OM651: 4-cyl radmotor DOHC | 2143 cm³      | 231 hk     | Common rail turbodiesel + elmotor  |
| C160      | 2015-21   | M274: 4-cyl radmotor DOHC  | 1595 cm³      | 129 hk     | Direktinsprutning, turbo           |
| C180      | 2014-21   | M274: 4-cyl radmotor DOHC  | 1595 cm³      | 156 hk     | Direktinsprutning, turbo           |
| C200      | 2014-18   | M274: 4-cyl radmotor DOHC  | 1991 cm³      | 184 hk     | Direktinsprutning, turbo           |
| C250      | 2015-18   | M274: 4-cyl radmotor DOHC  | 1991 cm³      | 211 hk     | Direktinsprutning, turbo           |
| C300      | 2015-18   | M274: 4-cyl radmotor DOHC  | 1991 cm³      | 245 hk     | Direktinsprutning, turbo           |
| C350 e    | 2015-18   | M274: 4-cyl radmotor DOHC  | 1991 cm³      | 279 hk     | Direktinsprutning, turbo + elmotor |
| C400      | 2015-21   | M276: 6-cyl V-motor DOHC   | 2996 cm³      | 333 hk     | Direktinsprutning, biturbo         |
| C450 AMG  | 2015-16   | M276: 6-cyl V-motor DOHC   | 2996 cm³      | 367 hk     | Direktinsprutning, biturbo         |
| AMG C63   | 2015-21   | M177: 8-cyl V-motor DOHC   | 3982 cm³      | 476 hk     | Direktinsprutning, biturbo         |
| AMG C63 S | 2015-21   | M177: 8-cyl V-motor DOHC   | 3982 cm³      | 510 hk     | Direktinsprutning, biturbo         |
| AMG C43   | 2017-21   | M276: 6-cyl V-motor DOHC   | 2996 cm³      | 367-390 hk | Direktinsprutning, biturbo         |
| C180 d    | 2018-21   | OM654: 4-cyl radmotor DOHC | 1597 cm³      | 122 hk     | Common rail turbodiesel            |
| C200 d    | 2018-21   | OM654: 4-cyl radmotor DOHC | 1597 cm³      | 160 hk     | Common rail turbodiesel            |
| C220 d    | 2018-21   | OM654: 4-cyl radmotor DOHC | 1950 cm³      | 194 hk     | Common rail turbodiesel            |
| C300 d    | 2018-21   | OM654: 4-cyl radmotor DOHC | 1950 cm³      | 245 hk     | Common rail turbodiesel            |
| C200      | 2018-21   | M264: 4-cyl radmotor DOHC  | 1497 cm³      | 198 hk     | Direktinsprutning, turbo           |
| C300      | 2018-21   | M264: 4-cyl radmotor DOHC  | 1991 cm³      | 258 hk     | Direktinsprutning, turbo           |

## Bilder

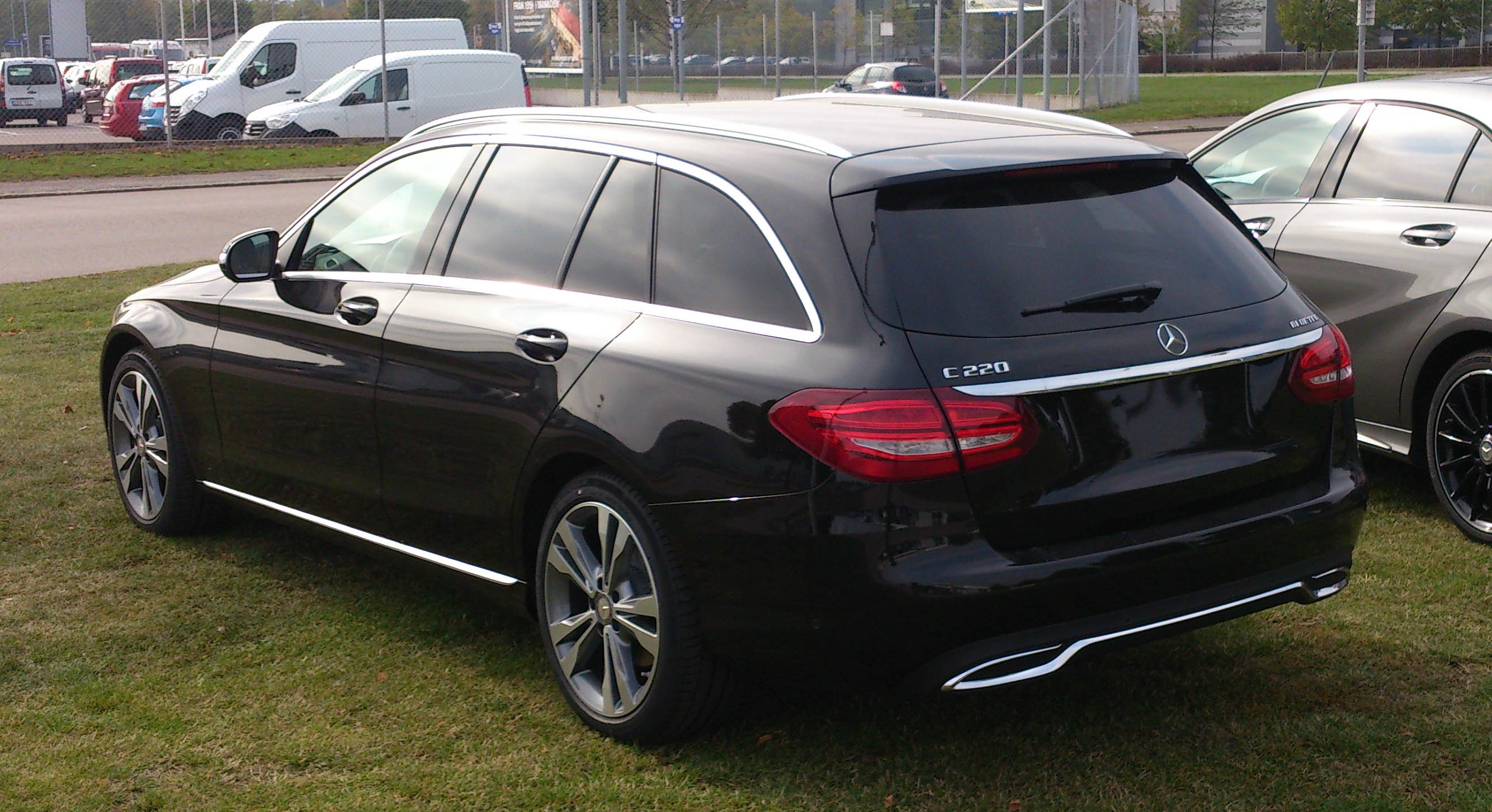
S205 kombi
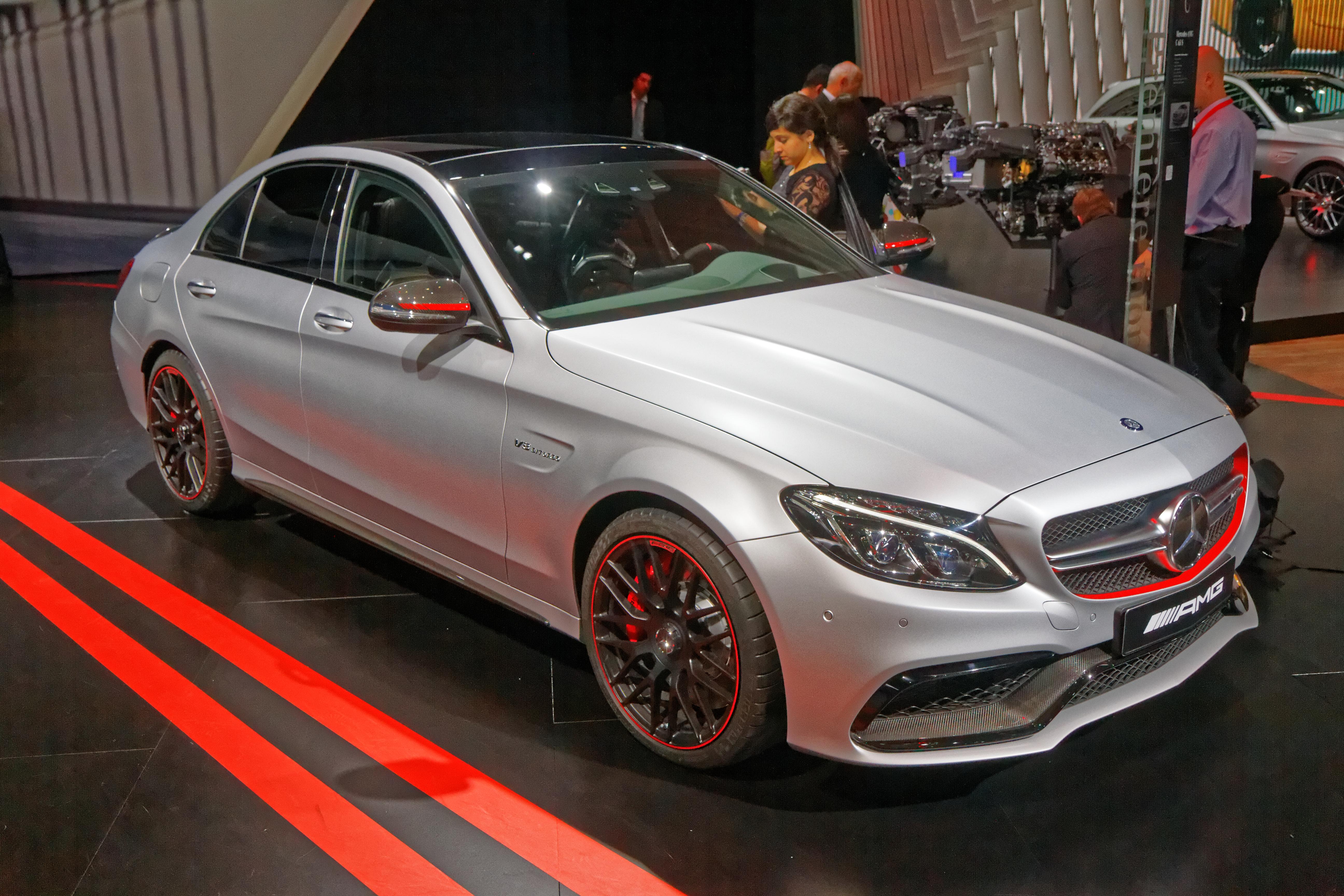
AMG C63
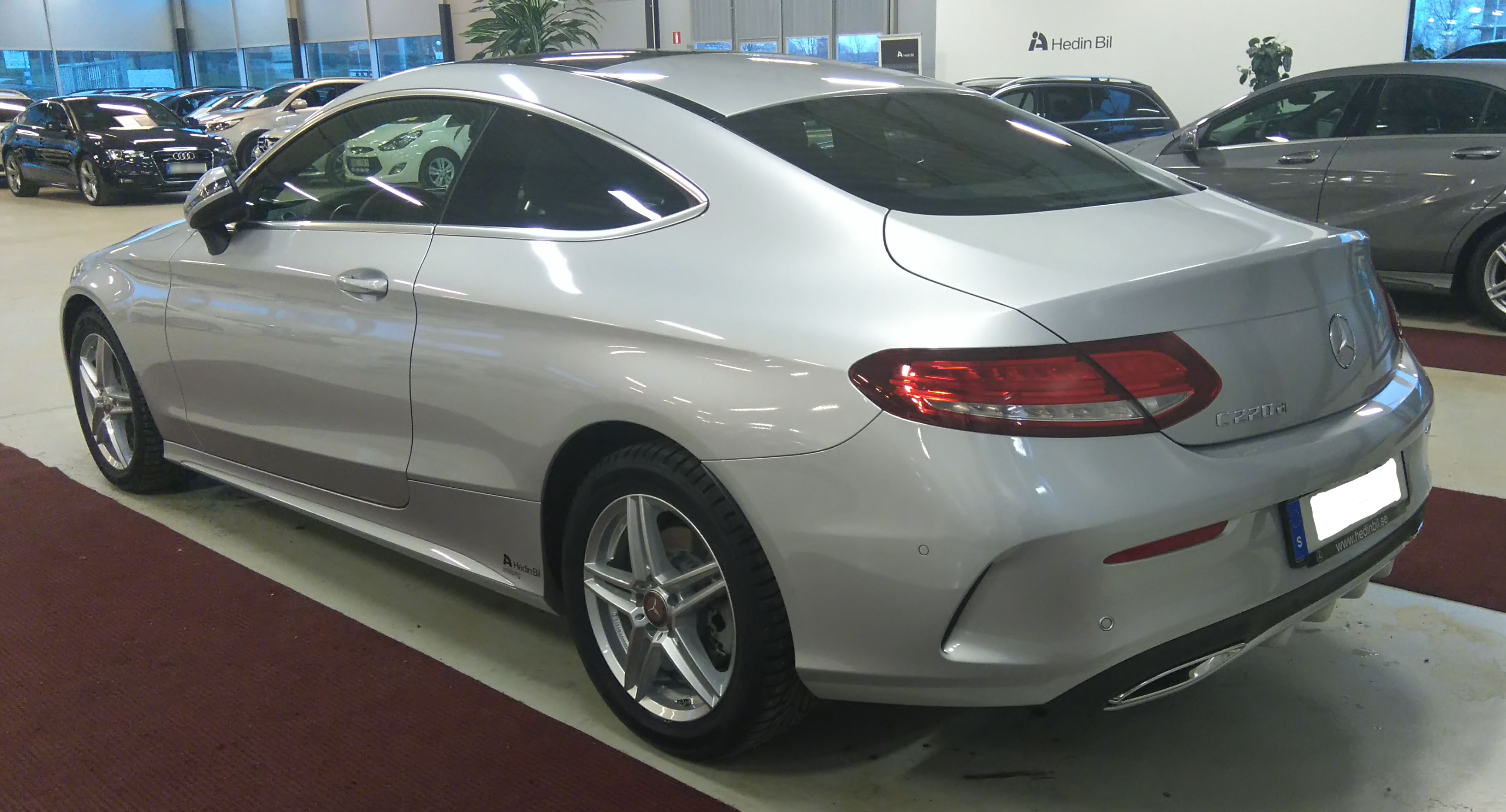
C205 coupé
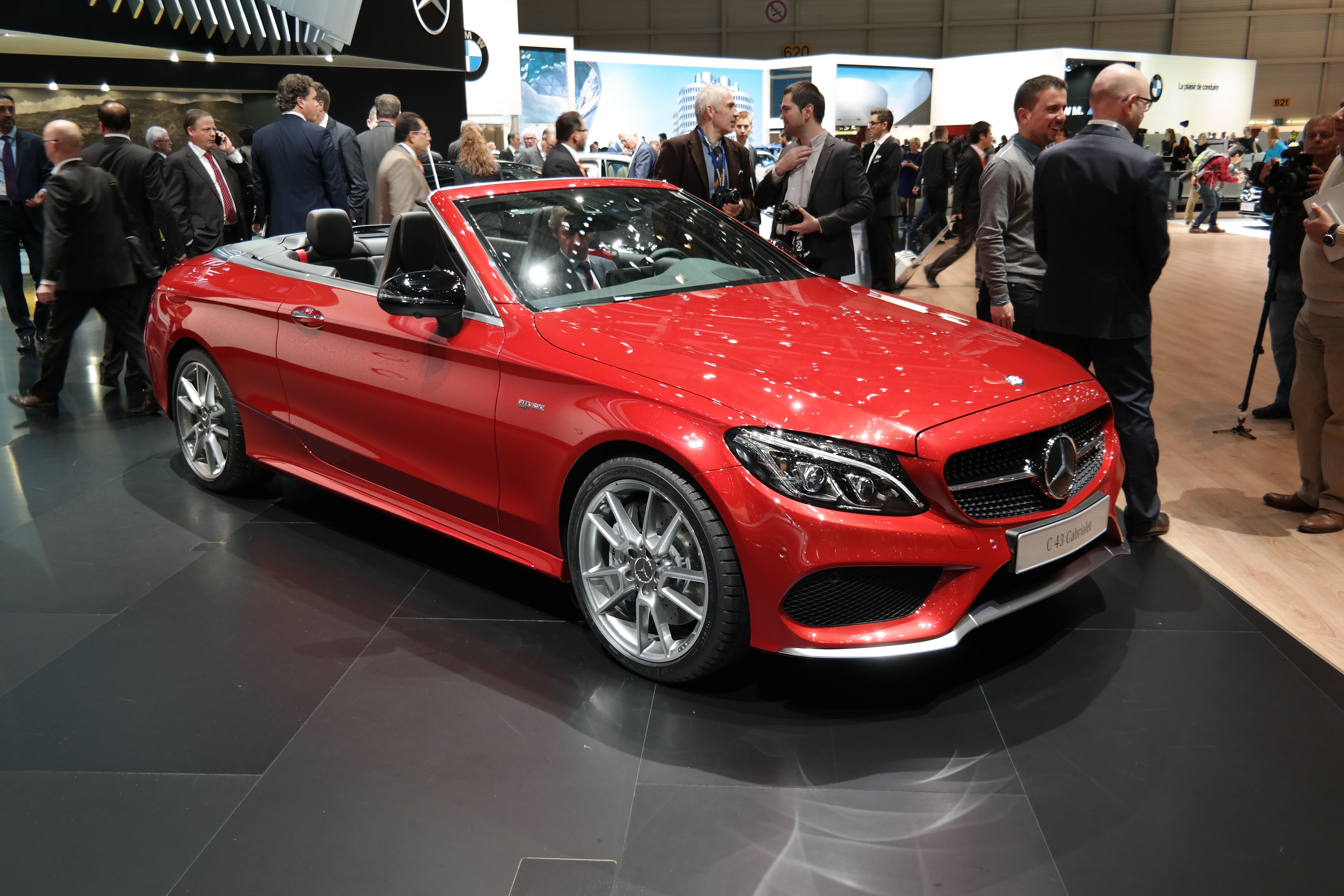
A205 cabriolet